# Hans Wright
Hans Beck Wright (29. december 1854 i Helsingør – 3. december 1925 i Jægersborg) var en dansk arkitekt, der var stadsarkitekt i Københavns Kommune 1907-1925.
Hans Wright var søn af skibsklarerer og skibsreder, major Albert Wright og Wigoline Jensine Margrethe Beck. Han tog præliminæreksamen i Helsingør, blev uddannet tømrersvend i København 1875 og gik dernæst på Det tekniske Selskabs Skole i hovedstaden. Han kom så på Kunstakademiets Arkitektskole, hvor han gik fra oktober 1875 indtil afgang i juni 1881. I studietiden var Wright ansat hos Christian Hansen, Vilhelm Friederichsen, J.E. Gnudtzmann og J.D. Herholdt.
Wright blev ansat i Københavns Kommune 1884, kom under stadsarkitekt Ludvig Fenger ved oprettelsen af embedet 1886, blev fuldmægtig 1897 og afdelingsarkitekt under Stadsarkitekten i København 1899. Ved Ludvig Fengers afgang som stadsarkitekt var hans nære medarbejder Ludvig Clausen egentlig udset til hans efterfølger. Han døde imidlertid få måneder før Fengers fratræden i 1904, og Wright, der var afdelingsarkitekt for vedligeholdelsesafdelingen, konstitueredes i stillingen. Borgerrepræsentationen overvejede stærkt en omlægning af embedet med henblik på udelukkende at anvende private arkitekter til kommunens egne nybygninger. Imidlertid enedes man dog om at opretholde stadsarkitektembedet, og Wright fik da først i 1907 sin endelige udnævnelse til stadsarkitekt. Han var i denne stilling indtil sin død 1925. Hans efterfølger blev Poul Holsøe.
Fra hans mere end 20-årige embedsperiode skriver sig en lang række større og mindre kommunale arbejder, som alle er omsorgsfuldt projekteret, men stærkt præget af de skiftende strømninger i perioden op til nyklassicismens gennembrud. Selv om Wrights indsats således ikke har samme styrke og helhedspræg som forgængerens og efterfølgerens, er der dog grund til at fremhæve hans arbejde med skolebyggeriet. Blandt hans bedste og mest karakteristiske bygninger finder man pavillonskolen i Vanløse og skolen i Brønshøj. Også træhusbebyggelserne for husvilde familier, der siden er nedrevet, hævdede sig ved en saglig, fordomsfri og karakteristisk løsning. Blandt hans medarbejdere var Holger Rasmussen, der også skrev Wrights nekrolog i Architekten.
Wright udstillede på Charlottenborg Forårsudstilling 1898 og Rådhusudstillingen i København 1901.
Wright giftede sig 1. maj 1886 i Helsingør med Louise Gustave Dorothea Hildegard Bauditz (30. januar 1861 i Flækkeby – 15. april 1935 i Gentofte), datter af aktuar, senere hospitalsforstander i Helsingør Carl Adolph Valentin Bauditz og Elisabeth Jeanette Carlsen. Han er begravet på Garnisons Kirkegård.

## Værker
- Gersonsvej 12, Hellerup (1898)
- Tomsgårdens Brandstation (1907)
- Arbejderboliger ved Valby Gasværk (1908)
- Elværk, Sankt Knuds Vej 30 (1909)
- Stevnsgades Skole (1914)
- Gethsemane Kirke (1916)
- Sjællandsgade Bad (1917)
- Sygeplejerskeboliger, Nørre Allé 4-6 (1918)
- Sønder Boulevard 122-136 (1923)
- AB Guldberg, Arresøgade 14-20 (1924)

### I privat regi
(alle i København og på Frederiksberg, hvis ikke andet anført)
- M. Lundings Skole, Amicisvej 19 (1884)
- Gethsemane Kirke, Dannebrogsgade 53 (1893-94, tårnet 1900, kirken nedrevet 1914 og genopført 1915-16 af Wright)
- Villa for direktør Krarup, Gersonsvej 12, Hellerup (1898)[1]
- Frederiksberg Kommunes elektricitetsværk, Hortensiavej (1898-99, senere ombygget, fra 1928 kun omformerstation)
- Frederiksberg Kommunes elektricitetsværk, Finsensvej 74 (1908)
- Frederiksberg Kommunes elektricitetsværk, Sankt Knuds Vej 30 (1909)
- Villa Rosenhøj, for telefondirektør Fritz Johannsen, Vedbæk Strandvej 379, Vedbæk (1910, sammen med E.A.W. Marston, have opr. anlagt af Erik Erstad-Jørgensen)[2]
- Indre ombygning af Sparekassen for Kjøbenhavn og Omegn, Niels Hemmingsens Gade 24 (1911-13, sammen med Albert Oppenheim)
- Sparekassen for København og Omegns afdeling, Amagerbrogade 69 (1915, sammen med Albert Oppenheim)
- Indretning af filial af Sparekassen for København og Omegn, Amagerbrogade 147 (1915, sammen med Albert Oppenheim)

### I Stadsarkitektens Direktorat
- Brandstation, Frederiksundssvej 83 (1906-07, vinduer ændret)
- Kloakpumpestation ved Svanemøllebugten (1908)
- Arbejderboliger ved Valby Gasværk, Vigerslevvej 135, opgang 1-9 (1908)
- Flæskehal ved Kalvebod Brygge (1908-10, senere værkstedsbygning, nedrevet)
- Toiletbygninger og pavilloner i Fælledparken (1908-10, sammen med stadsingeniør J.J. Voigt, afdelingsingeniør O.K. Nobel og havearkitekt Edvard Glæsel)
- Københavns Idrætspark, bl.a. boldklubhuset (1909-11, nedrevet)
- Vigerslev Allés Skole, Vigerslev Allé 108 (1909-10)
- Vognmandsmarkens Skole, Bellmansgade 1 (1911-12)
- Ny Carlsbergvejens Skole, Ny Carlsbergvej 35 (1912-13)
- Stevnsgades Skole, Stevnsgade 38 (1913-14)
- Vanløse Skole, Ålekistevej 121 (1914-15, tilbygning 1924)
- Folkebadeanstalt, Sjællandsgade 12 (1917)
- Skolen ved Lergravsvej, nu Sundpark Skole, Wittenbergsgade 2 (1917-18)
- Sygeplejerskebolig ved Blegdamshospitalet, nu del af Panum Instituttet, Nørre Allé 4-6 (1918)
- Alsgades Skole, Alsgade 14 (1918-21)
- Husvildeboliger i træ (alle nedrevet): Utterslevvej 17A-25D (1918), Wennersberggade 2-10/Bellmansgade 11-19/Borgervænget 52-64/Ole Bulls Gade 1-9 og 2-10/Edvard Griegs Gade 3-21 (1919), Studsgårdsgade 1-7 E (1919), Utterslevvej 27 A-33 F (1920), Klitmøllervej 27-49, 48-64/Rubjergvej 1-17/Tværstedvej 1-13 og 2-12/Hanstholmvej 28-48 (1921)
- Sporvejenes hovedværksted, Enghavevej 82 (1922)
- Brønshøj Skole, Liselundvej 2 (1922-23)
- Boligbebyggelse, Bogfinkevej 5-23/Rørsangervej 61-73 (1923)
- Boligbebyggelse, Vesterfælledvej 87-91/Angelgade 3-17/Slesviggade 16/Sdr. Boulevard 122-136 (1923)
- Boligbebyggelse, Rungsted Plads 1-21/Humlebækgade 48/Lundtoftegade 12-34/Nærumgade 7-9 (1924)
- Boligbebyggelse, Guldbergs Plads 12-20/Guldbergsgade 118-30/Tagensvej 33/Refsnæsgade 47-71/Arresøgade 14-20 (1924)
- Boligbebyggelse, Sliengade 2-6/Slesvigsgade 21-33/Alsgade 7-9/Dannevirkegade 22-32 (1925-26)
- Patientbygning ved Sct. Hans Hospital (1926)

### Dekorative arbejder
- Politialarmskabe (1921)

### Projekter
- Vejskilt af træ (1907)
- Københavns Politigård (1917)